# Вовк (фільм, 1994)
«Вовк» (англ. Wolf) — американський фільм 1994 року.

## Сюжет
Вілл Рендал працює головним редактором великого видавництва. Одного разу повертаючись на машині додому пізно вночі він збиває на дорозі вовка. Коли Вілл виходить з машини, щоб дізнатися, що трапилося з твариною, хижак кусає його. Через деякий час з Рендалом відбуваються зміни, у нього з'являється неймовірна сила, чудовий зір і гострий слух. Те, що раніше Рендал не міг зробити через свою м'якість, тепер виходить у нього значно простіше. Рендал жорстоко розправляється зі своїми суперниками, виганяє дружину, яка йому зраджує і заводить роман з вродливою жінкою Лаурою Олден.

## У ролях
| Актор             | Роль                  |
| ----------------- | --------------------- |
| Джек Ніколсон     | Вілл Рендал           |
| Мішель Пфайффер   | Лора Олден            |
| Джеймс Спейдер    | Стюарт Свінтон        |
| Кейт Нелліган     | Шарлотта Рендалл      |
| Річард Дженкінс   | детектив Бріджер      |
| Крістофер Пламмер | Реймонд Олден         |
| Ейлін Аткінс      | Мері                  |
| Девід Хайд Пірс   | Рой                   |
| Ом Пурі           | доктор Віджей Алезайс |
| Рон Ріфкін        | доктор Ральф          |
| Девід Швіммер     | поліцейський          |
| Оз Перкінс        | поліцейський          |
| Еллісон Дженні    | дівчина на вечірці    |